# Віталія Савченко
Віталія Са́вченко (народилася 29 квітня 1970 в місті Запоріжжя) — українська поетеса й дитяча письменниця. 

## Життєпис
Народилася в місті Запоріжжя.
Виросла й навчалася в селі Марківці Тисменицького району Івано-Франківської області.
З 1988 року проживає в місті Івано-Франківськ.
Працювала коректором-випусковим Богородчанської районної газети «Нове життя», оператором комп'ютерного набору в Івано-Франківській міській газеті «Західний кур'єр», у приватній фірмі з проектування й виготовлення дитячих меблів, менеджером з продажу. Приватний підприємець.
Працює бібліотекаркою в Івано-Франківській міській центральній бібліотеці для дітей.

## Творчість
Пише українською мовою. Має в творчому доробку як вірші для дорослих, так і казки й вірші для дітей.
Є автором:
- збірки поезій «Все це душа моя» (Івано-Франківськ, Лілея-НВ, 2013),
- збірки казок для дітей «Райдуга казок» (Івано-Франківськ, Лілея-НВ, 2014),[1]
- збірки казок для дітей «Сім'я чарівників» (Київ, Український пріоритет, 2016).[2]
- збірки "Казки лісу" (Житомир, Бук-Друк, Видавець О.О.Євенок, 2018).
- У серію із восьми книжечок-розмальовок "Читання по складах" увійшли казки "Букетик для мами", "Кумася Лиска", "Поспішай обережно", "Скарб мишки Марти", "Кролики та ролики", "Лисеняткова наука", "Сонячний зайчик", "Малинове варення" що вийшли друком у Харківському видавництві "Талант" у 2019.
- збірки "Клубок казок" (Тернопіль, видавництво "Підручники і посібники", 2020).
- збірки "Плетиво" (Тернопіль, видавництво "Підручники і посібники, 2021).
- збірки "Казки про фей" (Харків, "Талант", 2023).
- збірки "Пухнасті казочки" (Івано-Франківськ, видавництво "Маґура" 2024).

Співавтор збірників віршів, «Натхнення» (Кременчук, 2013), «Осінь у камуфляжі» (Кременчук, 2014), збірки казок «Жадібні ведмежата» (Харків, Белкар-книга, серія «Промінець», 2014), «Рудик» (Львів, 2015), збірки казок "Щастя у віконці" (Львів, Апріорі, 2017), збірка творів сучасних українських авторів для дітей "Вишиванка для сонечка" (Харків, Талант, 2018), збірки казок шрифтом Браеля "Насипала зима сніжинок на долоньки" (Харків, 2019).
"Колискові" (Івано-Франківськ, 2023), "Таємниці старого горіха" (Кропивницький-Дніпро,2023).
Співавтор електронних збірників казок «Подарунки від святого Миколая» (Київ, 2014), «Новорічна казка» (Київ, 2014), «Різдвяна казка» (Київ, 2014),"Йому тринадцятий минало" (Дніпро, 2020).
Твори неодноразово публікувалися в дитячому журналі «Світ дитини» (Львів), дитячому журналі "Крилаті" (Київ), дитячому журналі "Вечірня казка" (Львів), звучали на українському радіо в радіопередачі «Вечірня колисанка» (Київ), та на радіо й телебаченні "Карпати" (Івано-Франківськ). Казки можна переглянути і послухати на YouTube каналі.
Аудіоказки професійно записані й звучать в соцмережах на каналах "Казочки для сонь", "Планета казок", "Студія Калідор" на каналі "Аудіокниги українською, "KAZONYKA UA", в проєкті "365 казок на ніч" від Українського Інституту Книги, та багато інших.

## Родина
- Вдова. Має двох синів - Юрія та Дмитра.

## Відзнаки
- Диплом лауреата XVII загальнонаціонального конкурсу «Українська мова — мова єднання» за книжку для дітей «Райдуга казок». (Одеса, 2016).